# Norfolkkakariki
De Norfolkkakariki (Cyanoramphus cookii) is een vogel uit de familie Psittaculidae (papegaaien van de Oude Wereld). Deze soort wordt door BirdLife International beschouwd als een ondersoort van de roodvoorhoofdkarakiri (C. novaezelandiae).

## Kenmerken
Deze soort lijkt sterk op de roodvoorhoofdkarakiri maar is iets groter.  

## Verspreiding en leefgebied
Deze soort is endemisch op Norfolk, een eiland in de Grote Oceaan gelegen tussen Australië, Nieuw-Zeeland en Nieuw-Caledonië.

## Status
De roodvoorhoofdkakariki heeft de status gevoelig op de Rode Lijst van de IUCN. De als ondersoort beschouwde norfolkkakariki was ooit algemeen op het eiland. In 1994 echter waren er slechts vier vrouwtjes met broedsel en 28 tot 33 mannetjes. Dankzij speciale maatregelen steeg dit aantal naar 150 tot 200 vogels in 2008. In 2011 werd echter weer een achteruitgang geconstateerd.